# Albrecht Müller (Fußballspieler)
Albrecht Müller (* 5. Oktober 1939; † 19. Oktober 2018) war Fußballspieler bei den DDR-Oberligisten SC Wismut Karl-Marx-Stadt und dem SC/FC Karl-Marx-Stadt. Er ist dreifacher Nachwuchs-Nationalspieler der DDR.

## Sportliche Laufbahn
Bis 1959 spielte Albrecht Müller, der eine Lehre als Maurer abgeschlossen hatte, bei der kleinen Betriebssportgemeinschaft Motor in der vogtländischen Kleinstadt Rodewisch. Von dort wurde er zu Beginn der Fußballsaison 1960 zum SC Wismut Karl-Marx-Stadt delegiert. Der 30 km von Rodewisch entfernt in Aue ansässige Klub war in der Vorsaison DDR-Meister geworden. Müller, 1,73 m groß, erkämpfte sich umgehend als Verteidiger einen Stammplatz in der Meisterelf und absolvierte in seiner ersten Oberligasaison 20 Punktspiele. Er wurde auch sofort international gefordert, im Europapokal der Landesmeister bestritt er 1960 die drei einzigen EC-Spiele der Wismutmannschaft gegen den österreichischen Meister Rapid Wien (3:1, 0:2, 0:1). Anschließend gab es einen Karriereknick, denn durch eine schwere Verletzung konnte er zwischen August 1961 und Oktober 1962 fast kein Spiel bestreiten, und so wurde Müller in den Spielzeiten 1961/62 und 1962/63 insgesamt nur in 28 der 65 Oberliga-Punktspiele eingesetzt.
Im Sommer 1963 nahm Müller zusammen mit Dieter Erler und Manfred Hambeck einen Klubwechsel vor und schloss sich dem SC Karl-Marx-Stadt an, der ebenfalls in der Oberliga spielte. Dort kam er wieder besser zum Zuge, so dass er bereits im September 1963 in einem Länderspiel der DDR-Nachwuchsauswahl eingesetzt wurde. Bis 1965 kam er auf insgesamt drei offizielle Nachwuchs-Länderspiele. Seinen größten Erfolg feierte Albrecht Müller in der Saison 1966/67, als er mit dem FCK überraschend DDR-Meister wurde. In der Regel als rechter Mittelfeldspieler eingesetzt, bestritt er 24 der 26 Meisterschaftsspiele. In der nachfolgenden Saison konnte er erneut im Europapokal der Landesmeister antreten, doch auch der FC Karl-Marx-Stadt überstand nach zwei Niederlagen gegen den belgischen Meister RSC Anderlecht (1:3 und 1:2) nur eine Runde. Müller wurde in beiden Begegnungen eingesetzt.
1969 kam der FC Karl-Marx-Stadt in das Endspiel um den DDR-Fußballpokal. Müller spielte als rechter Verteidiger, konnte aber die klare 0:4-Niederlage gegen den 1. FC Magdeburg nicht verhindern. Einen weiteren Nackenschlag erlebte er in der folgenden Spielzeit, als er mit seiner Mannschaft aus der Oberliga absteigen musste. Dies nahm er zum Anlass, sich im Sommer 1970 nach 195 Oberligaspielen (48 für Aue, 147 für den SC/FCK) im Alter von fast 31 Jahren vom Hochleistungssport zurückzuziehen. Den Rest seiner aktiven Laufbahn verbrachte er bei der BSG Motor Germania Karl-Marx-Stadt in der drittklassigen Bezirksliga.

## Stationen
- bis 1959: BSG Motor Rodewisch
- 1960 bis 1963: BSG Wismut Aue
- 1963 bis 1970: FC Karl-Marx-Stadt